# کویر باور
کویر باور نام آلبومی از حبیب محبیان که ۸ ترانه دارد و در سال ۱۳۷۸ (۱۹۹۹) منتشر شد.

## فهرست ترانه‌‌ها
بنا به سخنان فرزند حبیب (محمد محبیان)، تمامی تنظیم هایی که به نام (لو واروژان) ثبت شده است، تماما از تنظیم ها و ارِنجمنت های خود «حبیب  بوده است. 
« لو واروژان » از همکاران و دوستان صمیمی حبیب بود و در واقع استودیو ضبط آهنگهای حبیب متعلق به او بود اما به خواسته حبیب، نام تنظیم کننده در کاور آلبوم ها به نام لو واروژان نگاشته شد. 
| نام ترانه       | ترانه سرا      | آهنگساز | تنظیم کننده |
| --------------- | -------------- | ------- | ----------- |
| کویر باور       | بهمن همتی زاده | حبیب    | حبیب        |
| خرچنگ‌های مردابی | محمد علی بهمنی | حبیب    | حبیب        |
| گمشده           | صائب تبریزی    | حبیب    | حبیب        |
| مادر            | حبیب           | حبیب    | حبیب        |
| هزاران          | خسرو فرشیدورد  | حبیب    | حبیب        |
| بنی آدم         | سعدی           | حبیب    | حبیب        |
| وادی عشق        | امیر کعبه‌ای    | حبیب    | حبیب        |
| سنگ خارا        | سید علی یزدی   | حبیب    | حبیب        |

## غلط‌خوانی
حبیب یکی از مصراع‌های شعر «خرچنگ‌های مردابی» را غلط خوانده است. بهمنی در این باره می‌گوید: 
«حبیب یک مصرع را [...] اشتباه خوانده و هم وزن و هم معنا را خراب کرده بود [...] از این موضوع ناراحت بودم و می‌خواستم با او تماس بگیرم و بگویم این اشتباه را اصلاح کند اما به او دسترسی نداشتم و آهنگ هم همه جا پخش و فراگیر شده بود [...] نه من توانستم با او تماسی برقرار کنم و نه او به من دسترسی پیدا کرد و این شعر با همان اجرا به گوش مردم رسید و در حافظه ها ثبت شد.»